# Hipótese do desafio
A hipótese do desafio explica a relação entre testosterona e agressão em contextos de competição por cópulas. Ela propões que a testosterona promove agressão quando é vantajosa para a reprodução, como em momentos que é necessário interagir agressivamente com outros machos e manter a guarda da fêmea. Segundo a hipótese do desafio, as variações sazonais nas concentrações plasmáticas da testosterona é decorrente do sistema de acasalamento (se é monogâmico ou poligínico), cuidado parental e nível agressão entre machos em períodos de acasalamento.
Esse padrão sazonal foi observado primeiramente em aves monogâmicas, em que as concentrações de testosterona tinham um nível basal ao longo do ano, mas aumentavam vertiginosamente na época de acasalamento chegando ao máximo fisiológico, e caiam quando o macho passava a ajudar no cuidado com a prole. Isso já foi em observado em mais de 60 espécies de animais, inclusive, em chimpanzés.

## Implicações em humanos
Em animais em que o acasalamento ocorre durante o ano todo, as predições da "hipótese do desafio" se suportam desde que os machos saibam quando as fêmeas estão receptivas sexualmente. Em contraste com muitas fêmeas de primatas, as mulheres não apresentam sinais óbvios de que estão ovulando. Entretanto, existem evidências de que a hipótese do desafio pode explicar certos aspectos do comportamento humano.
Algumas evidências apontam de que existe uma variação sazonal na concentração plasmática em homens, como por exemplo: homens que já são pais e estão cuidando de filhos apresentam concentrações de testosterona menores que homens que não são. Alguns estudos apontam que homens podem identificar inconscientemente sinais de fertilidade e receptividade sexual em mulheres. Homens que se sentem derrotados acabam por diminuir as concentrações plasmáticas, enquanto homens vencedores aumentam, mesmo em situações em que eles não estão diretamente envolvidos, como quando assistem a competições esportivas.
Quando existem mulheres sexualmente atraentes próximas, também observa-se mudanças nos perfis hormonais, seguido de mudanças comportamentais, como tendências exibicionistas. Nota-se, ademais, que comportamentos de guarda de cópula em homens, são mais intensos em mulheres jovens e sexualmente atraentes, e em contextos que envolvem algum tipo de envolvimento sexual da parceira em questão com homens de status social elevado.
Deve-se salientar que relações entre concentração de testosterona, agressividade e status social, só tiveram correlações positivas em ambientes em que ser agressivo é uma boa forma de ascender socialmente, como observado entre presidiários.